# محوطه کوه ساحل
محوطه کوه ساحل مربوط به دوران فرادیرینه‌سنگی است و در ۴ کیلومتری جنوب غربی کاشان، حاشیه شرقی اتوبان واقع شده و این اثر در تاریخ ۷ خرداد ۱۳۸۷ با شمارهٔ ثبت ۲۲۹۳۴ به‌عنوان یکی از آثار ملی ایران به ثبت رسیده است.